# Décorateur (patron de conception)
 (décembre 2021).
Si vous disposez d'ouvrages ou d'articles de référence ou si vous connaissez des sites web de qualité traitant du thème abordé ici, merci de compléter l'article en donnant les références utiles à sa vérifiabilité et en les liant à la section « Notes et références ».
Pour les articles homonymes, voir Décorateur.
En informatique, plus précisément en génie logiciel, un décorateur est le nom d'une des structures de patron de conception.
Un décorateur permet d'attacher dynamiquement de nouvelles responsabilités à un objet. Les décorateurs offrent une alternative assez souple à l'héritage pour composer de nouvelles fonctionnalités.

## Aperçu
Le pattern Décorateur est l'un des vingt-trois patterns GOF. Il résout les problématiques suivantes :
- L'ajout (et la suppression) des responsabilités à un objet dynamiquement au moment de l'exécution.
- Il constitue une alternative aux sous-classes pour une surcharge flexible des fonctionnalités.

Quand on utilise l'héritage, les différentes sous-classes étendent une classe mère en différentes manières. Mais une extension est attachée à la classe au moment de la compilation, et ne peut pas changer à l'exécution.

## Exemple en Java
```
// ______________________________________________________________________

// Déclarations

public
 
interface
 
IVehicule
 
{

	
public
 
String
 
getNom
();

	
public
 
String
 
getMarque
();

	
public
 
int
 
getPrix
();

	
public
 
int
 
getPoids
();

}

public
 
abstract
 
class
 
Voiture
 
implements
 
IVehicule
 
{

	
private
 
String
 
aNom
;

	
private
 
String
 
aMarque
;

	
protected
 
void
 
setNom
(
String
 
pNom
)
 
{

		
this
.
aNom
 
=
 
pNom
;

	
}

	
public
 
String
 
getNom
()
 
{

		
return
 
this
.
aNom
;

	
}

	
protected
 
void
 
setMarque
(
String
 
pMarque
)
 
{

		
this
.
aMarque
 
=
 
pMarque
;

	
}

	
public
 
String
 
getMarque
()
 
{

		
return
 
this
.
aMarque
;

	
}

}

public
 
class
 
DS
 
extends
 
Voiture
 
{

	
public
 
DS
()
 
{

		
this
.
setNom
(
"DS"
);

		
this
.
setMarque
(
"Citroën"
);

	
}

	
public
 
int
 
getPrix
()
 
{

		
return
 
30000
;

	
}

	
public
 
int
 
getPoids
()
 
{

		
return
 
1500
;

	
}

}

// ______________________________________________________________________

// Décorateurs

public
 
abstract
 
class
 
VoitureAvecOption
 
extends
 
Voiture
 
{

	
private
 
IVehicule
 
aVehicule
;

	
protected
 
void
 
setVehicule
(
IVehicule
 
pVehicule
)
 
{

		
this
.
aVehicule
 
=
 
pVehicule
;

	
}

	
public
 
IVehicule
 
getVehicule
()
 
{

		
return
 
this
.
aVehicule
;

	
}

}

class
 
VoitureAvecToitOuvrant
 
extends
 
VoitureAvecOption
 
{

	
public
 
int
 
getPrix
()
 
{

		
return
 
this
.
getVehicule
().
getPrix
()
 
+
 
10000
;

	
}

	
public
 
int
 
getPoids
()
 
{

		
return
 
this
.
getVehicule
().
getPoids
()
 
+
 
15
;

	
}

}

//On garde le nom du pattern Decorator pour savoir qu'on wrap un objet 

class
 
DSAvecToitOuvrantDecorator
 
extends
 
VoitureAvecToitOuvrant
 
{

	
public
 
DSAvecToitOuvrantDecorator
(
DS
 
pDS
)
 
{

		
this
.
setVehicule
(
pDS
);

	
}

}

public
 
class
 
Main
 
{

	
// ______________________________________________________________________

	
// Implémentation

	
public
 
static
 
void
 
main
(
String
[]
 
args
)
 
{

		
DS
 
vDS
 
=
 
new
 
DS
();

		
IVehicule
 
vDSOption
 
=
 
new
 
DSAvecToitOuvrantDecorator
(
vDS
);

		
System
.
out
.
println
(
vDSOption
.
getPoids
()
 
+
 
" - "
 
+
 
vDSOption
.
getPrix
());

	
}

}

```

## Exemple enC#
Ici l'héritage est utilisé.
```
//______________________________________________________________________

// Déclarations

abstract
 
class
 
Voiture
 
{

    
public
 
abstract
 
double
 
Prix
 
{
 
get
;
 
}

}

class
  
AstonMartin
 
:
 
Voiture
 
{

    
public
 
override
 
double
 
Prix
 
{
 
get
 
{
 
return
 
999.99
;
 
}
 
}

}

//______________________________________________________________________

// Décorateurs

class
 
Option
 
:
 
Voiture
 
{

    
protected
 
Voiture
 
_originale
;

    
protected
 
double
 
_tarifOption
;

    
public
 
Option
(
Voiture
 
originale
,
 
double
 
tarif
)
 
{
 

        
_originale
 
=
 
originale
;

        
_tarifOption
 
=
 
tarif
;
 

    
}

    
public
 
override
 
double
 
Prix
 
{

        
get
 
{
 
return
 
_originale
.
Prix
 
+
 
_tarifOption
;
 
}

    
}

}

class
 
VoitureAvecClimatisation
 
:
 
Option
 
{

    
public
 
VoitureAvecClimatisation
 
(
Voiture
 
originale
)
 
:
 
base
(
originale
,
 
1.0
)
 
{
 
}

}

class
 
VoitureAvecParachute
 
:
 
Option
 
{

    
public
 
VoitureAvecParachute
 
(
Voiture
 
originale
)
 
:
 
base
(
originale
,
 
10.0
)
 
{
 
}

}

class
 
VoitureAmphibie
 
:
 
Option
 
{

    
public
 
VoitureAmphibie
 
(
Voiture
 
originale
)
 
:
 
base
(
originale
,
 
100.0
)
 
{
 
}

}

//______________________________________________________________________

// Implémentation

class
 
Program
 
{

    
static
 
void
 
Main
()
 
{

        
Voiture
 
astonMartin
=
 
new
 
AstonMartin
();

        
astonMartin
 
=
 
new
 
VoitureAvecClimatisation
(
astonMartin
);

        
astonMartin
 
=
 
new
 
VoitureAvecParachute
(
astonMartin
);

        
astonMartin
 
=
 
new
 
VoitureAmphibie
(
astonMartin
);

        
Console
.
WriteLine
(
astonMartin
.
Prix
);
 
// affiche 1110.99

    
}

}

```

## Exemple en C++
```
#
 
include
 
<iostream>

#
 
include
 
<memory>

class
 
IVoiture

{

public
:

  
virtual
 
double
 
prix
()
 
=
 
0
;

};

class
 
Aston_martin
 
:
 
public
 
IVoiture

{

public
:

  
double
 
prix
()
 
override
 
{
 
return
 
999.99l
;
 
}

};

class
 
Option_voiture
 
:
 
public
 
IVoiture

{

public
:

  
Option_voiture
(
std
::
unique_ptr
<
IVoiture
>
 
voiture
,
 
double
 
prix_option
)

    
:
 
voiture_
(
std
::
move
(
voiture
))

    
,
 
prix_option_
(
prix_option
)

  
{}

  
double
 
prix
()
 
override
 
{
 
return
 
voiture_
->
prix
()
 
+
 
prix_option_
;
 
}

protected
:

  
std
::
unique_ptr
<
IVoiture
>
 
voiture_
;

  
double
 
prix_option_
;

};

class
 
Option_clim
 
:
 
public
 
Option_voiture

{

public
:

  
Option_clim
(
std
::
unique_ptr
<
IVoiture
>
 
voiture
)
 
:
 
Option_voiture
(
std
::
move
(
voiture
),
 
1.0
)
 
{}

};

class
 
Option_parachute
 
:
 
public
 
Option_voiture

{

public
:

  
Option_parachute
(
std
::
unique_ptr
<
IVoiture
>
 
voiture
)
 
:
 
Option_voiture
(
std
::
move
(
voiture
),
 
10.0
)
 
{}

};

class
 
Option_amphibie
 
:
 
public
 
Option_voiture

{

public
:

  
Option_amphibie
(
std
::
unique_ptr
<
IVoiture
>
 
voiture
)
 
:
 
Option_voiture
(
std
::
move
(
voiture
),
 
100.0
)
 
{}

};

int
 
main
()

{

  
auto
 
voiture
 
=
 
std
::
unique_ptr
<
IVoiture
>
(
std
::
make_unique
<
Aston_martin
>
());

  
voiture
 
=
 
std
::
make_unique
<
Option_clim
>
(
std
::
move
(
voiture
));

  
voiture
 
=
 
std
::
make_unique
<
Option_parachute
>
(
std
::
move
(
voiture
));

  
voiture
 
=
 
std
::
make_unique
<
Option_amphibie
>
(
std
::
move
(
voiture
));

  
std
::
cout
 
<<
 
voiture
->
prix
()
 
<<
 
"
\n
"
;
 
// affiche 1110.99

  
return
 
0
;

}

```

## Exemple enPHP
```
<?php

// Interface pour rendre un objet affichable

interface
 
Affichable
 
{

	
public
 
function
 
affiche
();

}

// Classe contenant un message affichable

class
 
Message
 
implements
 
Affichable
 
{

	
protected
 
$message
 
=
 
''
;

	
	
public
 
function
 
__construct
(
$message
)
 
{

		
$this
->
message
 
=
 
$message
;

	
}

	
	
public
 
function
 
affiche
()
 
{

		
echo
 
$this
->
message
;

	
}

}

// Une classe abstraite de décoration de message affichable

abstract
 
class
 
DecorateurDeMessage
 
implements
 
Affichable
 
{

	
	
protected
 
$messageDecore
 
=
 
null
;

 
	
public
 
function
 
__construct
(
Affichable
 
$messageDecore
)
 
{

		
$this
->
messageDecore
 
=
 
$messageDecore
;

	
}

}

// Une classe pour "décorer" un message en gras

class
 
MessageEnGras
 
extends
 
DecorateurDeMessage
 
{

	
public
 
function
 
affiche
()
 
{

		
echo
 
'<strong>'
;

		
$this
->
messageDecore
->
affiche
();

		
echo
 
'</strong>'
;

	
}

}

 

// Une classe pour "décorer" un message en italique

class
 
MessageEnItalique
 
extends
 
DecorateurDeMessage
 
{

	
public
 
function
 
affiche
()
 
{

		
echo
 
'<em>'
;

		
$this
->
messageDecore
->
affiche
();

		
echo
 
'</em>'
;

	
}

}

// Création du message

$message
 
=
 
new
 
Message
(
'le message'
);

// On met le message en gras et en italique

$messageDecore
 
=
 
new
 
MessageEnItalique
(
 
new
 
MessageEnGras
(
 
$message
 
)
 
);

// On affiche le message décoré

$messageDecore
->
affiche
();

?>

```

## Exemple enDelphi
En effet, les langages Delphi et Free Pascal supportent les class helpers qui rendent inutile le patron de conception décorateur.
Attention car Embarcadero déconseille l'utilisation des class helpers.
```
program
 
NoMoreDecorators
;

type

  
TMyObject
 
=
 
class

    
procedure
 
WriteHello
;

  
end
;

  
TMyObjectHelper
 
=
 
class
 
helper
 
for
 
TMyObject

    
procedure
 
WriteHello
(
const
 
Name
:
 
string
)
;
 
overload
;

  
end
;

procedure
 
TMyObject
.
WriteHello
;

begin

  
writeln
(
'Hello'
)
;

end
;

procedure
 
TMyObjectHelper
.
WriteHello
(
const
 
Name
:
 
string
)
;

begin

  
writeln
(
'Hello, '
,
 
Name
,
 
'!'
)
;

end
;

var

  
o
:
 
TMyObject
;

begin

  
o
 
:=
 
TMyObject
.
Create
;

  
o
.
WriteHello
;

  
o
.
WriteHello
(
'Jean'
)
;

  
o
.
Free
;

end
.

```

source : Delphi GOF DesignPatterns (CodePlex)